# Chuck Adkins
Chuck Adkins est un boxeur américain né le 27 avril 1932 et mort le 8 juillet 1993 à Gary, Indiana.

## Carrière
Champion des États-Unis dans la catégorie poids légers en 1949, il devient champion olympique en super légers aux Jeux d'Helsinki en 1952 après sa victoire en finale contre le Soviétique Viktor Mednov. Adkins passe professionnel l'année suivante mais ne rencontre pas le même succès que dans les rangs amateurs. Il met un terme à sa carrière en 1958 après sur un bilan de 17 victoires et 5 défaites.

## Parcours auxJeux olympiques
Jeux olympiques d'été de 1952 à Helsinki (poids super-légers) :
- Bat Leif Hansen (Norvège) par arrêt de l'arbitre au 1er round
- Bat Salomon Carrizales (Venezuela) 3-0
- Bat Alexander Grant Webster (Afrique du Sud) 3-0
- Bat Bruno Visintin (Italie) 3-0
- Bat Viktor Mednov (URSS) 2-1